# Renaixença
De Renaixença of Renaixença catalana is een Catalaanse culturele beweging die ontstaan is in de 19de eeuw in de Catalaanse landen uit een bekommernis om de Catalaanse en de Valenciaanse taal en cultuur te laten heropleven, na meer dan honderdvijftig jaar verval. Door diglossie en het toenmalige internationale prestige van het Spaanse Rijk met zijn vele koloniën, geraakten de andere talen van het Iberische schiereiland op de achtergrond ten voordele van het Castiliaans.

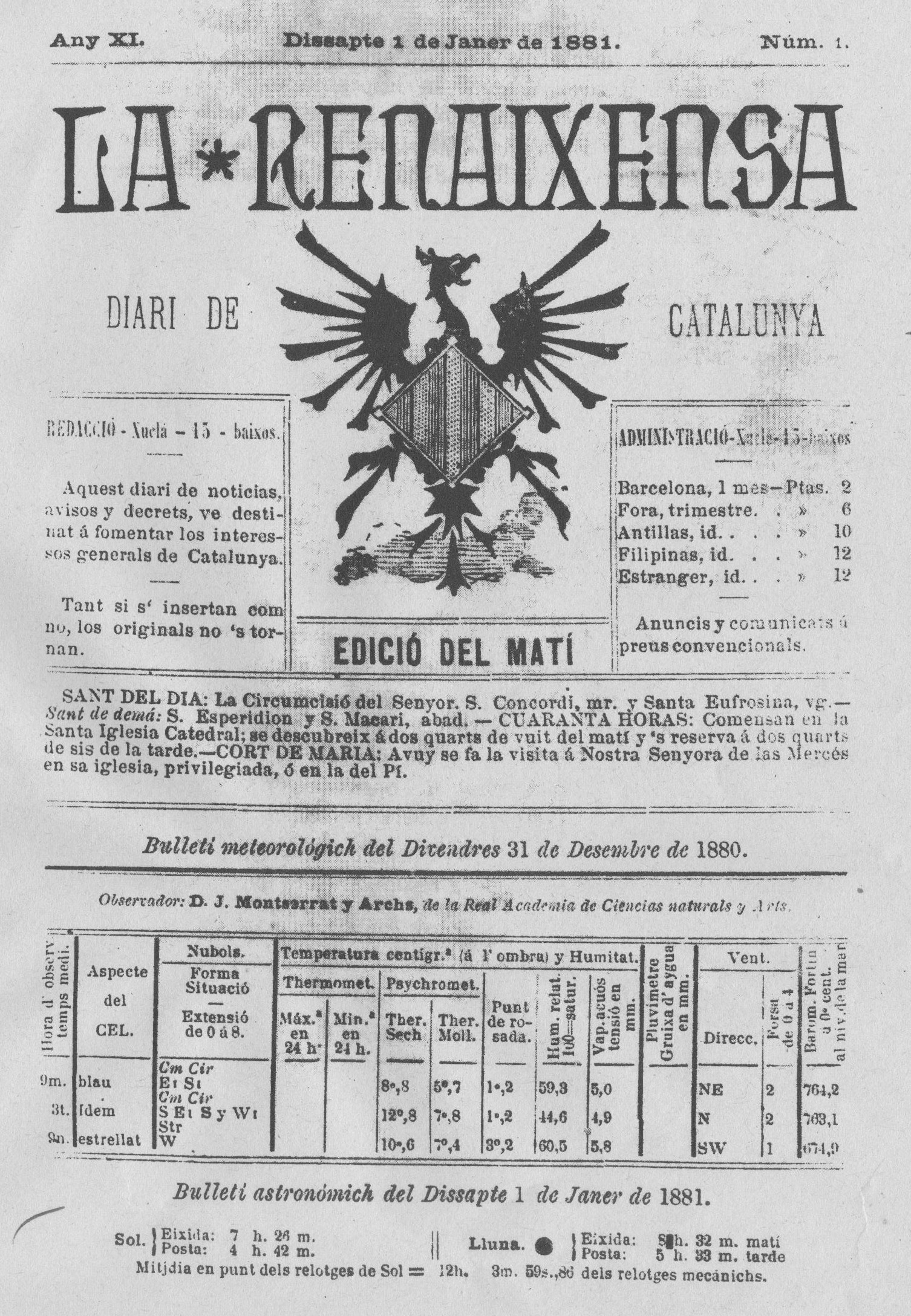
De voorpagina van La Renaixensa naar een ontwerp van Lluís Domènech i Montaner uit 1880.

De achteruitgang was begonnen na de Val van Barcelona in 1714. Filips V en het huis Bourbon voerden met het Decretos de Nueva Planta centralistische politiek naar Frans model: één staat, één volk, één taal (Spaans), één godsdienst (katholicisme). De renaixença kadert in de romantische stroming die in heel West-Europa tot nationalistische emancipatiebewegingen leidde: het rexurdimento in Gallicië, het felibrige in Occitanië, de onafhankelijkheidsbeweging in Ierland, de Vlaamse Beweging, het risorgimento in Italië en vele andere.